# Avenida del Cardenal Herrera Oria
La avenida del Cardenal Herrera Oria es una calle de la ciudad española de Madrid, perteneciente al distrito de Fuencarral-El Pardo.

## Descripción
Ubicada en el distrito de Fuencarral-El Pardo, cruza en dirección oeste a este el norte de la ciudad de Madrid, uniendo un nodo en el que confluyen la avenida del Llano Castellano y la calle de Nuestra Señora de Valverde con la vía de circunvalación M-30. En el pasado fue conocida popularmente como la "carretera de la Playa", puesto que en dirección hacia el oeste se situaba la llamada Playa de Madrid, un espacio natural alrededor de la ribera del Río Manzanares, el cual se ubica en un punto próximo al cruce de dicha avenida con el enlace de las carreteras de circunvalanciones M-30 y M-40, así como el enlace hacia la Carretera de El Pardo.
En el número 67 se encuentra la antigua fábrica de CLESA, un proyecto de los arquitectos Alejandro de la Sota Martínez y Fernando Lapayese del Río, cuya culminación data de la década de 1960, y en el 378 el Instituto de Estudios Fiscales, una edificación que data de 1941 y originalmente destinada a la Fundación Generalísimo Franco de Industrias Artísticas Agrupadas. A finales de la década de 1950 se comenzaría a levantar junto a la vía, a la altura de su paso sobre la carretera de Colmenar, el poblado dirigido de Fuencarral, en un proyecto a cargo de José Luis Romany Aranda.
La calle toma el nombre del cardenal Ángel Herrera Oria.